# Třída Malta
Třída Malta byla nerealizovaná třída velkých letadlových lodí britského královského námořnictva z éry druhé světové války. Celkem byla plánována stavba čtyř plavidel. Stavba všech byla zrušena ještě před založením kýlu.

## Stavba
Celkem byla plánována stavba čtyř jednotek této třídy. Na jejich stavbě se měly podílet britské loděnice John Brown & Co. v Clydebanku, Vickers-Armstrongs v Newcastle upon Tyne, Harland & Wolff v Belfastu a Fairfield Shipbuilding and Engineering Co. v Govanu. Plavidla Malta a New Zealand měly být dokončeny v letech 1950–1951. Stavba dvou jednotek byla zrušena bezprostředně po skončení války. V roce 1946 byla z ekonomických důvodů zrušena také stavba zbývajícího páru.
Jednotky třídy Malta:
| Jméno           | Loděnice          | Osud                         |
| --------------- | ----------------- | ---------------------------- |
| HMS Malta       | John Brown        | Stavba zrušena v lednu 1946. |
| HMS Gibraltar   | Vickers-Armstrong | Stavba zrušena v říjnu 1945. |
| HMS New Zealand | Harland & Wolff   | Stavba zrušena v lednu 1946. |
| HMS Africa      | Fairfield         | Stavba zrušena v říjnu 1945. |

## Konstrukce
Letová paluba byla chráněna 25mm pancířem, boky chránil až 114mm pancíř. Letová paluba měla délku 247 metrů a šířku 41,5 metru. S podpalubním hangárem byla spojena čtyřmi výtahy. Kapacila plavidla byla 81 letounů. Ty měly startovat pomocí dvou katapultů BH-V. Výzbroj mělo po dokončení tvořit šestnáct 114mm kanónů ve dvoudělových věžích a padesát pět 40mm kanónů. Pohonný systém mělo tvořit osm tříbubnových kotlů Admiralty a čtyři parní turbíny Parsons o výkonu 200 000 hp, pohánějící čtyři lodní šrouby. Plánovaná nejvyšší rychlost byla 32,5 uzlu.